# Victor Sikora
Victor Tadeusz Sikora citato anche come Viktor (Deventer, 11 aprile 1978) è un ex calciatore olandese, di ruolo attaccante.